# Maki Haneta
Maki Haneta (født 30. september 1972) er en tidligere japansk fodboldspiller. Hun har tidligere spillet for Japans kvindefodboldlandshold.

## Japans fodboldlandshold
| Japans landshold | Japans landshold | Japans landshold |
| År               | Kmp              | Mål              |
| ---------------- | ---------------- | ---------------- |
| 1993             | 5                | 1                |
| 1994             | 7                | 0                |
| 1995             | 8                | 0                |
| 1996             | 9                | 0                |
| 1997             | 1                | 0                |
| Total            | 30               | 1                |